# Casa de pescadors al port
La Casa de pescadors al port és una obra de Begur (Baix Empordà) inclosa a l'Inventari del Patrimoni Arquitectònic de Catalunya.
Edifici de PB i dues plantes, situat a frec del port i guanyant el desnivell del terreny. Són dues cases que tenen accés per planta baixa i on es concentren els estris de pesca. En planta pis s'unifiquen en un porxo amb barana de balustres i obertures de llinda planera. A ell hi aboquen les estances. Aquest porxo es converteix en terrassa en planta superior i on també hi rauen les estances. L'edifici clou amb un teulat de teula a un vessant. Les façanes laterals retallen el porxo amb obertura de llinda planera i altres obertures. Tota ella blanca. La PB és més massissa.